# Кабесас-Рубіас

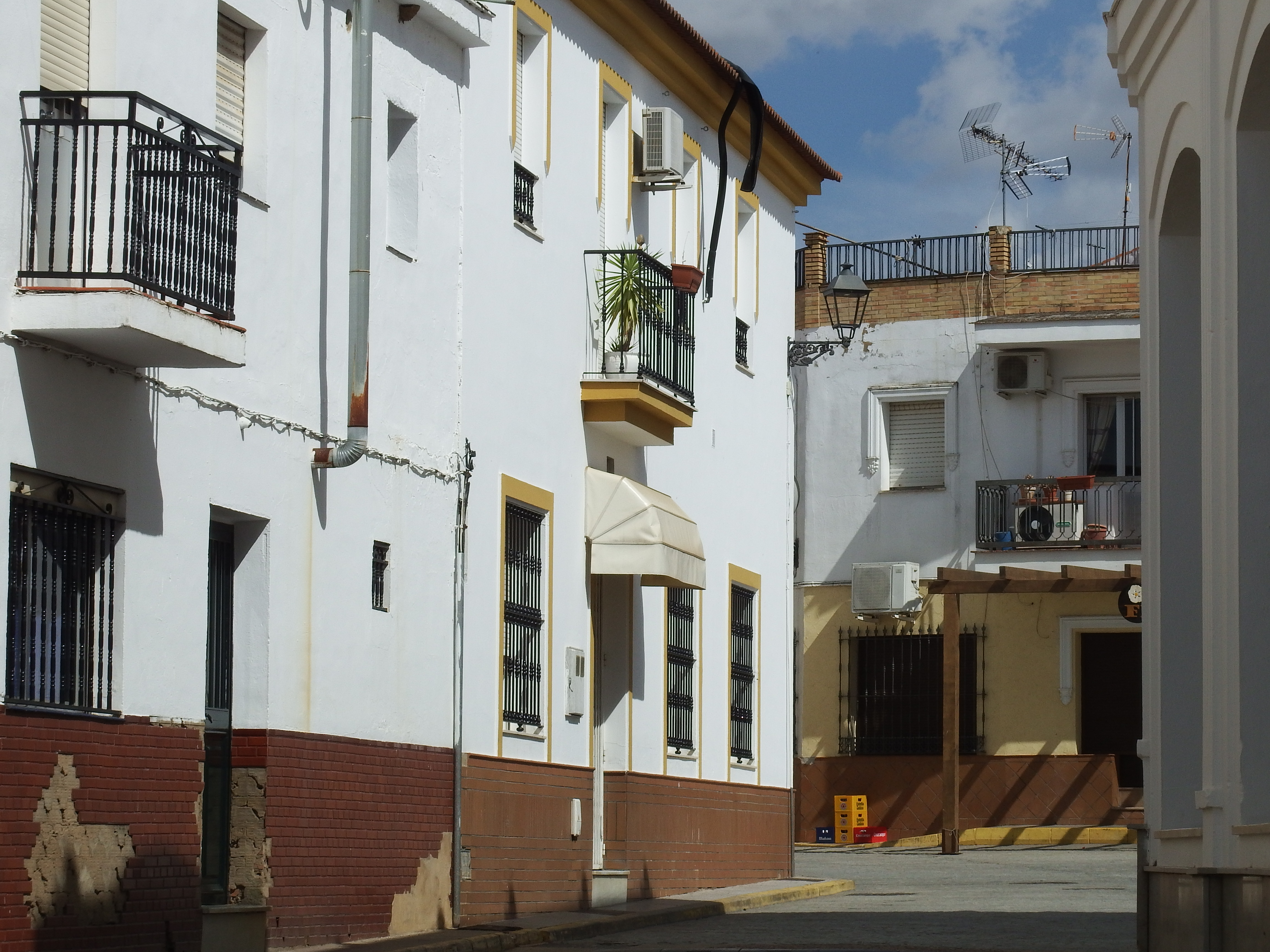

Кабесас-Рубіас (ісп. Cabezas Rubias) — муніципалітет в Іспанії, у складі автономної спільноти Андалусія, у провінції Уельва. Населення — 869 осіб (2010).
Муніципалітет розташований на відстані близько 420 км на південний захід від Мадрида, 55 км на північ від Уельви.

## Демографія
Динаміка населення (INE ):